# Clostebol
Clostebol ist ein androgenes Steroid. Es ist ein schwächer wirksames Derivat von Testosteron, das im Stoffwechsel weder zu Östrogen noch zu Dihydrotestosteron (DHT) umgewandelt wird. Bis zum 30. Juni 2003 war Clostebol als Megagrisevit-Mono von Pharmacia auf dem deutschen Markt erhältlich, um einen leichten Testosteronmangel bei Männern zu behandeln. 
Im Bodybuilding wurde die Substanz zum mäßigen Muskelaufbau von weiblichen Sportlern missbraucht, da die anabole und androgene Komponente gering ist und die Nebenwirkungen bei Frauen daher geringer als bei dem stärkeren Testosteron ausfallen. Zu den gängigen Nebenwirkungen zählen Akne sowie Haarausfall und bei der oralen Einnahme kommt es noch zusätzlich zu einer starken Belastung der Leber.